# Holon
Holon je eden izmed kvazidelcev, ki nastanejo pri postopku ločitve spina in naboja pri elektronih, kadar se ti utesnjeni v majhnem prostoru pri absolutni ničli .
Drugi delec, ki nastane pri postopku ločitve spina in naboja imenujemo spinon. 
Elektroni se med seboj odbijajo. Kadar pa je njihova številčna gostota izredno velika (npr. pri absolutni ničli), morajo spremeniti svoje obnašanje. Pokazali so, da pri gibanju drug mimo drugega v takšnih razmerah doživijo tunelski pojav, ki se kaže v tem, da nastaneta dva kvazidelca spinon in holon.